# Ernst von Bodelschwingh (Landrat)
Ernst von Bodelschwingh (* 12. April 1830 auf Haus Heyde bei Unna; † 20. März 1881 in Hamm) war zunächst Offizier und dann 14 Jahre Landrat des damaligen Kreises Hamm.

## Herkunft
Ernsts gesamte Vornamen lauteten: Ernst Carl Christian Friedrich Constantin Adolph. Er entstammte dem alten westfälischen Adelsgeschlecht von Bodelschwingh und war das zweite der elf Kinder und der älteste Sohn des preußischen Finanzministers Carl von Bodelschwingh (1800–1873) und dessen Ehefrau Elise geborene Freiin von Bodelschwingh-Plettenberg (1806–1889). Sein Onkel (älterer Bruder seines Vaters) war der preußische Staatsminister Ernst von Bodelschwingh (1794–1854). Durch seine jüngere Schwester Ida (1835–1894) war er Schwager des später berühmten „Vater Bodelschwingh“ (1831–1910), der die von Bodelschwinghschen Anstalten Bethel aufbaute.

## Lebenslauf
1840 wurde Ernst in die Sexta des Hammer Gymnasiums aufgenommen. Er verließ es Ostern 1845 und besuchte dann das Gymnasium in Münster, wohin sein Vater als Regierungsvizepräsident versetzt worden war. 1851 erwarb er das Reifezeugnis am Gymnasium in Arnsberg, wo sein Vater zu der Zeit Regierungspräsident war.
Am 29. September 1857 heiratete er in Düsseldorf seine Halbtante Marie Freiin von Bodelschwingh-Plettenberg (1837–1933) aus dem Hause Bodelschwingh bei Dortmund. Sie hatten elf Kinder. Er war Besitzer des Gutes Binkhoff in (Bönen-)Altenbögge, das seit 1768 zu Haus Heyde gehörte.

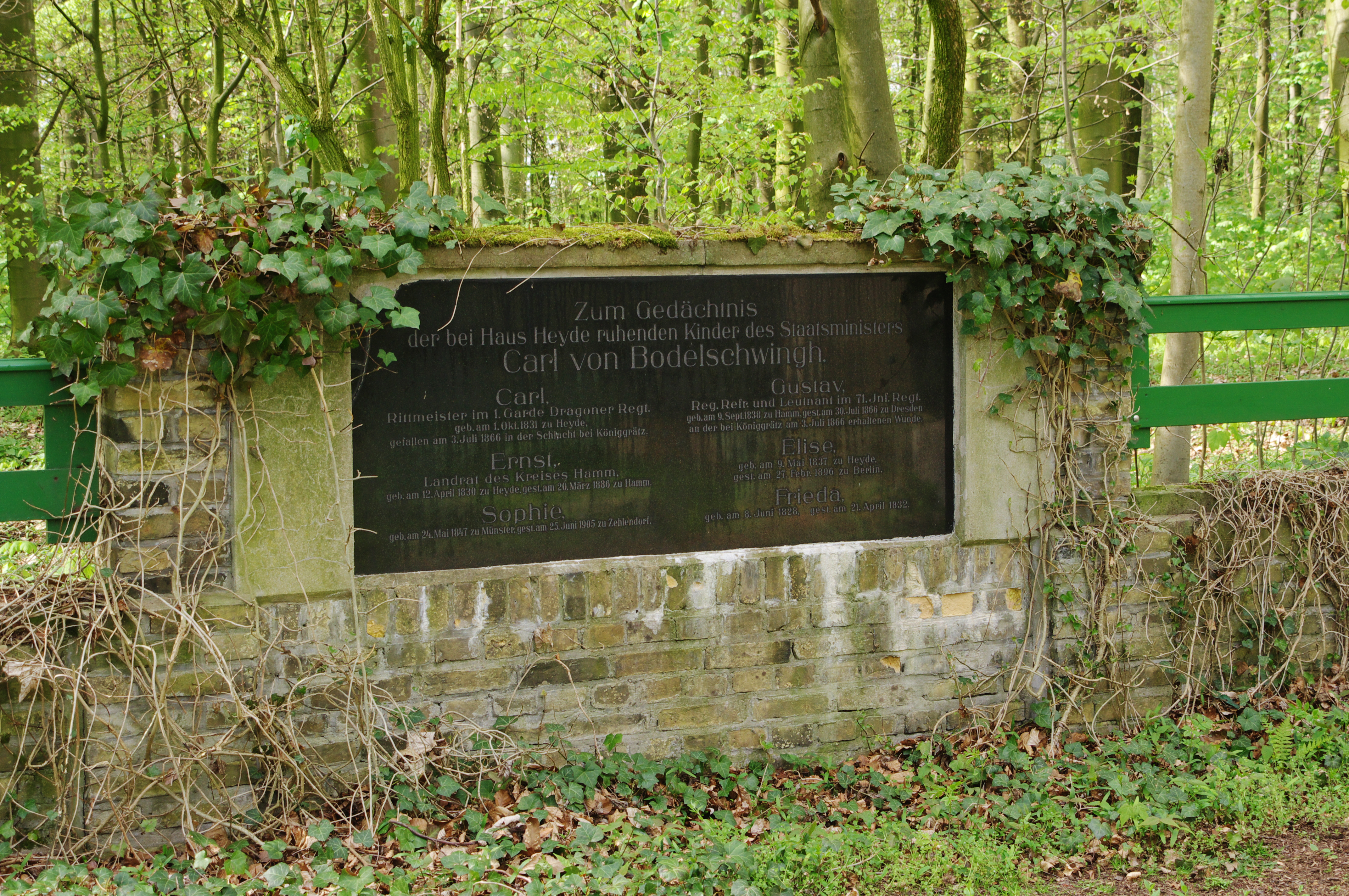
Gedenkstein bei Gut Velmede

Ernst starb plötzlich am 20. März 1881 in Hamm während einer Lungenentzündung durch Herzschlag im Alter von 50 Jahren. Er wurde nach Haus Heyde überführt und am 24. März auf dem dortigen Familienfriedhof beigesetzt. Seine Gebeine ruhen dort wahrscheinlich noch immer, obwohl der Friedhof 1938 aufgehoben wurde. Der Hellweger Anzeiger in Unna widmete ihm am 23. März 1881 einen sehr lobenden Nachruf, in dem er als „echter Vertreter des preußischen Beamtentums“ bezeichnet wurde.

## Offiziers- und Beamtenlaufbahn
Am 1. Oktober 1851 trat Ernst als Freiwilliger in das 5. Westfälische Ulanen-Regiment in Düsseldorf ein. Am 2. Juni 1852 erfolgte die Beförderung zum Portepeefähnrich, am 10. März 1853 zum Seconde-Leutnant, am 31. Mai 1859 zum Premier-Leutnant unter Ernennung zum Regiments-Adjutanten. 1864 Teilnahme am preußisch-österreichischen Krieg gegen Dänemark. Am 13. März 1866 Beförderung zum Rittmeister und Eskadronchef in diesem Regiment. 1866 nahm er wie seine drei Brüder am Deutschen Krieg gegen Österreich teil.
Nach dem Krieg verließ er das Militär und wurde ab dem 22. Februar 1867 bei der Regierung in Arnsberg zur Einführung in die Zivilverwaltung beschäftigt. Am 25. Januar 1867 wurde er zum ersten Kandidaten für das Landratsamt Hamm mit Stimmenmehrheit gewählt und am 7. August 1867 unter Erlass der Prüfung zum Landrat des Kreises Hamm ernannt, der damals auch die Stadt und das Amt Unna umfasste. Sein Vater Carl von Bodelschwingh (1800–1873) war schon von 1837 bis 1844 Landrat dieses Kreises gewesen. Ernst übte das Amt bis zu seinem frühen Tod aus.
Am 20. Provinziallandtag von Westfalen im Jahre 1871 nahm er als stellvertretendes Mitglied teil; von 1873 bis 1875 gehörte er dem Provinziallandtag als Mitglied an.

## Auszeichnungen
Ernst, der wie sein Vater Mitglied des Johanniterordens war, wurden folgende Orden und Ehrenzeichen verliehen:
- königlich preußisches Düppeler Sturmkreuz, 1864
- königlich preußisches Alsenkreuz, 1864
- königlich preußische Kriegsdenkmünze für 1864, 1864
- Erinnerungskreuz für Königgrätz, 1866
- Militär- und Zivildienst-Orden Adolphs von Nassau, Kreuz IV. Klasse mit Schwertern, 1872
- Preußischer Kronenorden III. Klasse, 1872
- Roter Adlerorden IV. Klasse, 1877
- Rechtsritter des Johanniterordens, 1872

## Familie
Er war seit dem 29. September 1857  mit Luise Elise Wilhelmine Friederike Marie von Bodelschwingh-Plettenberg (* 15. Juni 1837) verheiratet. Das Paar hatte folgende Kinder:
- Luise Karoline Bertha (* 29. Juni 1858) ⚭ Max Hecht
- Elise (* 25. Oktober 1859)
- Maria Caroline Elise Bertha Louise  (* 9. Dezember 1860; † 13. Juni 1944) ⚭ Nicolaus Georg Gustav von Rauch (* 6. Juli 1851; † 28. Juli 1904), Oberst und Kommandeur der 29. Kavalleriebrigade (Sohn des Generals der Kavallerie  Gustav Waldemar von Rauch)
- Carl Berthold Ernst Friedrich Constantin Gustav Conrad Wilhelm Adolf Benno (* 4. März 1863) ⚭ Frieda Sophie Ida von Koschembar
- Carl Ernst (* 4. März 1863)
- Lina Louise (* 5. Juni 1867)
- Frieda (* 16. Januar 1869; † 20. Januar 1869)
- Klara Luise Bertha (* 12. Mai 1870)
- Clara Caroline Elise Bertha Luise (* 12. Mai 1870)
- Ernst Carl Berthold Udo Conrad Ferdinand (* 31. August 1872)
- Meta Elise Lina Auguste Frieda Eunich Charlotte (* 18. März 1875)